# Tata Telcoline
La Tata Telcoline è un pick-up prodotto dalla casa automobilistica indiana Tata Motors a partire dal 1988 e ancora in produzione. Lanciato originariamente con il nome di Tatamobile 206 è stato il primo veicolo realizzato dal costruttore indiano adibito sia per il trasporto passeggeri che per l’utilizzo commerciale. Il nome Tatamobile 206 in seguito è stato cambiato in Tata 207 sul mercato locale mentre nell’export globale é stato venduto con il nome Telcoline (a volte abbreviato in TL) ad eccezione dell’Italia dove è stato importato con il più semplice e classico nome di Tata Pick-Up. Nel Regno Unito è stato commercializzato come Tata Loadbeta.

## Storia
Introdotto nel luglio 1988, il pick-up Tatamobile 206 (nome originale utilizzato in India) è stato progettato da Telco (acronimo di Tata Engineering and Locomotive Company) ed è stato lanciato da Tata Motors dopo l'heavy duty Tata 407 (un veicolo basato sul Mercedes-Benz T1). Sviluppato in due anni il pick-up sul mercato indiano diventa subito un grande successo, durante l’anno fiscale 1988-89 in totale 61.691 esemplari di Tatamobile furono venduti e 64.941 veicoli tra il 1989-1990. Con la Tatamobile 206 la casa automobilistica indiana conquistò il 25% della quota di mercato nel segmento dei veicoli commerciali leggeri.
Il Tatamobile 206 è un pick-up di medie dimensioni basato sulla piattaforma Tata X2, sia con passo corto (cabina singola 2 posti) che passo lungo (cabina doppia 5 posti) con trazione posteriore o integrale 4WD: sulla stessa piattaforma X2 Tata Motors ha prodotto il SUV compatto Tata Sierra 3 porte (lanciato nel 1991 e venduto in Italia come Tata Sport), la station wagon Tata Estate e i fuoristrada Safari, Sumo e Sumo Grande. Al debutto era disponibile con un motore diesel aspirato 2,0 litri (1,948 cm³) Peugeot XD88 (assemblato su licenza Peugeot da Tata in India) che erogava 63 CV, nel 1994 è stato riprogettato dalla azienda austriaca AVL ed è stato adottato il turbocompressore e la potenza salì a 92 cavalli.

### Restyling 1994 e avvio dell'export
Nel 1990 Tata inizia l'esportazione del Tatamobile in Sudafrica con il nome Telcoline e nel 1994 venne introdotto un restyling (nuova mascherina e paraurti) e una terza variante con cabina singola e passo lungo con cassone più capiente; nello stesso anno viene avviata l’esportazione del veicolo in Europa. In Italia, è stato venduto con il nome Tata Pick-Up, tuttavia sul retro del cassone era comunque presente il logo col nome “Telcoline” utilizzato in tutte le versioni esportate fuori dall’India.
In Italia era disponibile a cabina singola e doppia e in due versioni: base e Orciari, quest’ultima allestita dal designer italiano Orciari con vernice bicolore, bullbar anteriore, cerchi in lega, climatizzatore e interni rivisti con rifiniture specifiche. I motori disponibili in Europa erano il 2.0 litri Peugeot aspirato (63 CV) e turbo (92 CV) omologati Euro 2, con l'introduzione dello standard Euro 3 la versione aspirata non sarà più commercializzata mentre la potenza della versione turbocompressa viene ridotta a 88 cavalli.
Nel 2000 Tata Motors stringe un accordo con la Malaysia Truck & Bus (MTB) per l'assemblaggio in complete knock down del Telcoline nello stabilimento di Pekan (Pahang, Malaysia) per la vendita sul mercato locale. Il pick-up è stato venduto inizialmente solo nella versione 4WD integrale cabina doppia, in seguito sono state introdotte anche le versioni a cabina singola.

### Restyling 2002

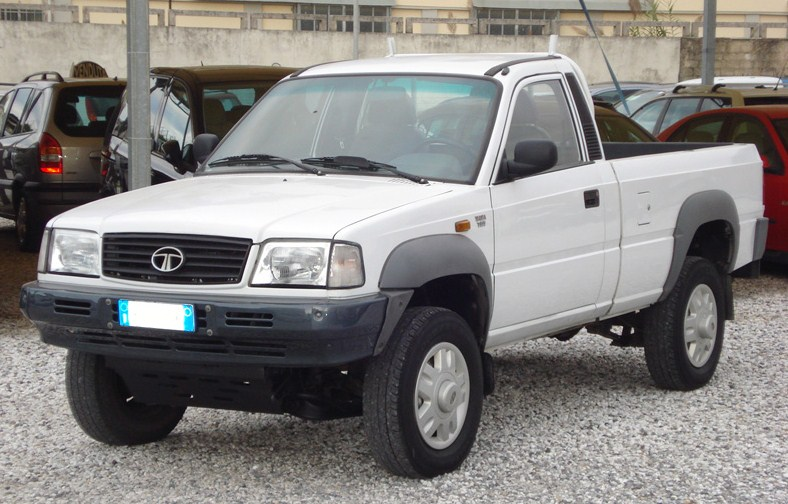
Tata Telcoline dopo il restyling del 2002

Nell'agosto 2002 viene introdotto un restyling più importante: debuttano i nuovi paraurti anteriore e posteriore, il nuovo cofano anteriore e la calandra anteriore che ospita il nuovo logo Tata, inoltre vengono apportate modifiche alla meccanici e viene introdotto il nuovo motore diesel 3.0 quattro cilindri aspirato e turbo (lo stesso usato nel Tata 407). Con il nuovo motore Tata cambia il nome del veicolo nel mercato indiano da Tatamobile a Tata 207 DI. Il 3.0 litri (2956 cm³) aspirato produce 58 CV ma eroga più coppia motrice rispetto alla precedente unità 2.0 litri Peugeot, la versione turbocompressa eroga 87 CV ed è omologata Euro 4.
Nel settembre 2003 è stata firmata una joint venture tra Tata Motors e Phoenix Venture Holdings (gruppo MG Rover) per la distribuzione e la vendita della Tata 207 DI nel Regno Unito.
Nel 2006, Tata introduce la 207 DI EX nel mercato indiano, una versione a cabina singola con un cassone piatto e un passo lungo (già venduta da anni in Europa, ma mai ufficialmente in India). Viene introdotto anche il motore 2,2 litri diesel common rail Dicor che eroga 140 cavalli di potenza. Il 2,2 litri si basa sul progetto del motore PSA DW12 da 2,179 litri e su licenza del gruppo PSA è stato rivisto di Tata e AVL. Nel 2007 l'esportazione in Europa è terminata perché Tata ha presentato il suo successore: lo Xenon.
Nonostante la presentazione del successore Xenon, la produzione in India continua solo nelle versioni più economiche e viene esportato anche in Sudafrica. Attualmente viene prodotto solo nelle versioni con cassone extra lungo sia a due porte che cinque porte.

## Meccanica
La Telcoline utilizza un telaio a longheroni e traverse (piattaforma Tata X2), con trazione posteriore oppure sulle versioni di punta 4WD integrale a schema part-time (trazione posteriore con possibilità di inserimento trazione anteriore) con sistema di innesto a comando elettrico fino a 60 km/h, dotato di riduttore su tutti i rapporti, differenziale posteriore autobloccante e mozzi anteriori a bloccaggio/sbloccaggio manuale (successivamente è stata adottata una soluzione completamente automatica). Le sospensioni anteriori sono con avantreno a doppio trapezio oscillante e barra di torsione mentre al posteriore è stato adottato uno schema a ponte rigido con cinque bracci tiranti e molle elicoidali. I freni anteriori sono a disco autoventilanti abbinati a quelli posteriori che sono a tamburo autoregistrante. Le versioni a trazione integrale presentavano assetto rialzato e protezioni sottoscocca all'anteriore.

## Motorizzazioni
| Modello       | Disponibilità | Motore                      | Cilindrata cm³ | Potenza         | Coppia max              | Emissioni CO2 (g/Km) | 0–100 km/h (secondi) | Velocità max (Km/h) | Consumo medio (Km/l) |
| 2.0 D 8V      | dal debutto   | 4 cilindri in linea, Diesel | 1.948          | 46 kW (63 CV)   | 115 N•m @2.500 giri/min | -                    | -                    | 140                 | 10,3                 |
| 2.0 TDI 8V    | dal debutto   | 4 cilindri in linea, Diesel | 1.948          | 64 kW (87 CV)   | 200 N•m @2.500 giri/min | 255                  | -                    | 140                 | 10,3                 |
| 2.2 Dicor 16V | dal debutto   | 4 cilindri in linea, Diesel | 2.179          | 103 kW (140 CV) | 320 N•m @1.700 giri/min | -                    | -                    | 160                 | 10,3                 |
| 3.0 TDI 8V    | dal debutto   | 4 cilindri in linea, Diesel | 2.956          | 52,5 kW (71 CV) | 225 N•m @1.500 giri/min | -                    | -                    | 160                 | 10,3                 |